# Боминако (Л'Аквила)
Боминако (итал. Bominaco) је насеље у Италији у округу Л'Аквила, региону Абруцо.
Према процени из 2011. у насељу је живело 68 становника. Насеље се налази на надморској висини од 978 м.